# 2007年のMLBドラフト
2007年のMLBドラフト（英語: 2007 First-Year Player Draft）は、メジャーリーグベースボール (MLB)の第48回ドラフト会議で、2007年6月7日から8日にかけて行われたアマチュアドラフトである。
1巡目全体6位でワシントン・ナショナルズから指名されて入団したロス・デトワイラーは同年9月7日にMLBにデビューした。

## 1巡目指名
|  | = オールスター |  | = WBC出場  |  |
|  | = MLB未出場    |  | = 契約せず |  |

| 順位 | 選手                       | チーム                         | 守備位置 | 学校                                 |
| ---- | -------------------------- | ------------------------------ | -------- | ------------------------------------ |
| 1    | デビッド・プライス         | タンパベイ・デビルレイズ       | 投手     | ヴァンダービルト大学 (TN)            |
| 2    | マイク・ムスタカス         | カンザスシティ・ロイヤルズ     | 遊撃手   | チャッツワース高等学校 (CA)          |
| 3    | ジョシュ・ビッターズ       | シカゴ・カブス                 | 三塁手   | サイプレス高校 (CA)                  |
| 4    | ダニエル・モスコス         | ピッツバーグ・パイレーツ       | 投手     | クレムソン大学 (SC)                  |
| 5    | マット・ウィータース       | ボルチモア・オリオールズ       | 捕手     | ジョージア工科大学                   |
| 6    | ロス・デトワイラー         | ワシントン・ナショナルズ       | 投手     | ミズーリ州立大学                     |
| 7    | マット・ラポータ           | ミルウォーキー・ブルワーズ     | 外野手   | フロリダ大学                         |
| 8    | ケイシー・ウェザース       | コロラド・ロッキーズ           | 投手     | ヴァンダービルト大学 (TN)            |
| 9    | ジャロッド・パーカー       | アリゾナ・ダイヤモンドバックス | 投手     | ノーウェル高校 (IN)                  |
| 10   | マディソン・バンガーナー   | サンフランシスコ・ジャイアンツ | 投手     | サウスコールドウェル高校 (NC)        |
| 11   | フィリップ・オーモン       | シアトル・マリナーズ           | 投手     | École secondaire du Versant (カナダ) |
| 12   | マット・ドミンゲス         | フロリダ・マーリンズ           | 三塁手   | チャッツワース高校 (CA)              |
| 13   | ビュー・ミルズ             | クリーブランド・インディアンス | 一塁手   | ルイスクラーク州立大学 (ID)          |
| 14   | ジェイソン・ヘイワード     | アトランタ・ブレーブス         | 外野手   | ヘンリー・カウンティ高校 (GA)        |
| 15   | デビン・メソラコ           | シンシナティ・レッズ           | 捕手     | パンクサトーニー高校 (PA)            |
| 16   | ケビン・アーレンス         | トロント・ブルージェイズ       | 遊撃手   | メモリアル高校 (TX)                  |
| 17   | ブレイク・ベバン           | テキサス・レンジャーズ         | 投手     | アービング高校 (TX)                  |
| 18   | ピート・コズマ             | セントルイス・カージナルス     | 遊撃手   | オワッソ高校 (OK)                    |
| 19   | ジョー・セイブリー         | フィラデルフィア・フィリーズ   | 投手     | ライス大学 (TX)                      |
| 20   | クリス・ウィズロウ         | ロサンゼルス・ドジャース       | 投手     | ミッドランド高校 (TX)                |
| 21   | J.P.アレンシビア           | トロント・ブルージェイズ       | 捕手     | テネシー大学                         |
| 22   | ティム・アルダーソン       | サンフランシスコ・ジャイアンツ | 投手     | ホライズン高校 (AZ)                  |
| 23   | ニック・シュミット         | サンディエゴ・パドレス         | 投手     | アーカンソー大学                     |
| 24   | マイケル・メイン           | テキサス・レンジャーズ         | 投手     | デランド高校 (FL)                    |
| 25   | アーロン・ポレダ           | シカゴ・ホワイトソックス       | 投手     | サンフランシスコ大学 (CA)            |
| 26   | ジェームズ・シモンズ       | オークランド・アスレチックス   | 投手     | カリフォルニア大学リバーサイド校     |
| 27   | リック・ポーセロ           | デトロイト・タイガース         | 投手     | シートン・ホール高校 (NJ)            |
| 28   | ベン・リビア               | ミネソタ・ツインズ             | 外野手   | レキシントン・カトリック高校 (KY)    |
| 29   | ウェンデル・フェアリー     | サンフランシスコ・ジャイアンツ | 外野手   | ジョージカウンティ高校 (MS)          |
| 30   | アンドリュー・ブラックマン | ニューヨーク・ヤンキース       | 投手     | ノースカロライナ州立大学             |

## 1巡目補足指名
| 順位 | 選手                     | チーム                                     | 守備位置 | 学校                              |
| ---- | ------------------------ | ------------------------------------------ | -------- | --------------------------------- |
| 31   | ジョシュ・スモーカー     | ワシントン・ナショナルズ                   | 投手     | カルフーン高校 (GA)               |
| 32   | ニック・ヌーナン         | サンフランシスコ・ジャイアンツ             | 二塁手   | フランシス・パーカー高校 (CA)     |
| 33   | ジョン・ギルモア         | アトランタ・ブレーブス                     | 三塁手   | Iowa City High School             |
| 34   | トッド・フレイジャー     | シンシナティ・レッズ                       | 遊撃手   | ラトガース大学                    |
| 35   | フリオ・ボーボン         | テキサス・レンジャーズ                     | 外野手   | テネシー大学                      |
| 36   | クレイトン・モーテンセン | セントルイス・カージナルス                 | 投手     | ゴンザガ大学                      |
| 37   | トラビス・ダーノー       | フィラデルフィア・フィリーズ               | 捕手     | レイクウッド高校 (CA)             |
| 38   | ブレット・セシル         | トロント・ブルージェイズ                   | 投手     | メリーランド大学カレッジパーク校  |
| 39   | ジェームズ・アドキンス   | ロサンゼルス・ドジャース                   | 投手     | テネシー大学                      |
| 40   | ケレン・カルバッキ       | サンディエゴ・パドレス                     | 外野手   | ジェームズ・マディソン大学        |
| 41   | ショーン・ドゥーリトル   | オークランド・アスレチックス               | 一塁手   | バージニア大学                    |
| 42   | エディ・クーンツ         | ニューヨーク・メッツ                       | 投手     | オレゴン州立大学                  |
| 43   | ジャクソン・ウィリアムズ | サンフランシスコ・ジャイアンツ             | 捕手     | オクラホマ大学                    |
| 44   | ニール・ラミレス         | テキサス・レンジャーズ                     | 投手     | ケンプスビル高校 (VA)             |
| 45   | ジャスティン・ジャクソン | トロント・ブルージェイズ                   | 遊撃手   | T. C. Roberson High School        |
| 46   | ドリュー・カンバーランド | サンディエゴ・パドレス                     | 遊撃手   | Monsignor Edward Pace High School |
| 47   | ネイサン・ビニヤード     | ニューヨーク・メッツ                       | 投手     | Woodland High School (GA)         |
| 48   | ジョシュ・ドナルドソン   | シカゴ・カブス                             | 捕手     | オーバーン大学 (AL)               |
| 49   | マイケル・バージェス     | ワシントン・ナショナルズ                   | 外野手   | Hillsborough High School          |
| 50   | ウェス・ローマー         | アリゾナ・ダイヤモンドバックス             | 投手     | カリフォルニア州立大学フラトン校  |
| 51   | チャーリー・カルバーソン | サンフランシスコ・ジャイアンツ             | 遊撃手   | カルフーン高校 (GA)               |
| 52   | マット・マンジーニ       | シアトル・マリナーズ                       | 三塁手   | オクラホマ州立大学                |
| 53   | カイル・ロツカー         | シンシナティ・レッズ                       | 投手     | South Delta Secondary School      |
| 54   | トミー・ハンター         | テキサス・レンジャーズ                     | 投手     | アラバマ大学                      |
| 55   | ニック・ハガダン         | ボストン・レッドソックス                   | 投手     | ワシントン大学                    |
| 56   | トリスタン・マグナソン   | トロント・ブルージェイズ                   | 投手     | ルイビル大学 (KY)                 |
| 57   | ミッチェル・カンハム     | サンディエゴ・パドレス                     | 捕手     | オレゴン州立大学                  |
| 58   | ジョナサン・バッチャノブ | ロサンゼルス・エンゼルス・オブ・アナハイム | 投手     | University High School            |
| 59   | コーリー・ブラウン       | オークランド・アスレチックス               | 外野手   | オクラホマ州立大学                |
| 60   | ブランドン・ハミルトン   | デトロイト・タイガース                     | 投手     | Stanhope Elmore High School       |
| 61   | エド・イーズリー         | アリゾナ・ダイヤモンドバックス             | 捕手     | ミシシッピ州立大学                |
| 62   | ライアン・デント         | ボストン・レッドソックス                   | 遊撃手   | Wilson Classical High School      |
| 63   | コーリー・ルーブキー     | サンディエゴ・パドレス                     | 投手     | オハイオ州立大学                  |
| 64   | デニー・ペイン           | サンディエゴ・パドレス                     | 外野手   | ジョージア工科大学                |

## その他注目選手
| 巡 目 | 順 位 | 選 手                          | チ ｜ ム                       | 守 備 位 置 | 学 校                                           |
| ----- | ----- | ------------------------------ | ------------------------------ | ----------- | ----------------------------------------------- |
| 2     | 67    | ジョーダン・ジマーマン         | ワシントン・ナショナルズ       | 投手        | ウィスコンシン大学スティーブンスポイント校      |
| 2     | 76    | マイク・スタントン             | フロリダ・マーリンズ           | 外野手      | ノートルダム高校 (CA)                           |
| 2     | 78    | フレディ・フリーマン           | アトランタ・ブレーブス         | 一塁手/投手 | エル・モデナ高校 (CA)                           |
| 2     | 79    | ザック・コザート               | シンシナティ・レッズ           | 遊撃手      | ミシシッピ大学                                  |
| 2     | 80    | マット・ウェスト               | テキサス・レンジャーズ         | 三塁手      | ベルエアー高校 (TX)                             |
| 2     | 81    | エリック・ソガード             | サンディエゴ・パドレス         | 二塁手      | サンダーバード高校 (AZ)                         |
| 2     | 82    | ジェス・トッド                 | セントルイス・カージナルス     | 投手        | アーカンソー大学                                |
| 2     | 91    | ダニー・ワース                 | デトロイト・タイガース         | 遊撃手      | ペパーダイン大学 (CA)                           |
| 2     | 94    | オースティン・ロマイン         | ニューヨーク・ヤンキース       | 投手        | エルトロ高校 (CA)                               |
| 3     | 96    | ダニー・ダフィー               | カンザスシティ・ロイヤルズ     | 投手        | カブリオ高校 (CA)                               |
| 3     | 100   | スティーブン・スーザ・ジュニア | ワシントン・ナショナルズ       | 三塁手      | カスケード高校 (WA)                             |
| 3     | 101   | ジョナサン・ルクロイ           | ミルウォーキー・ブルワーズ     | 捕手        | ルイジアナ大学ラファイエット校                  |
| 3     | 108   | ブランドン・ヒックス           | アトランタ・ブレーブス         | 遊撃手      | テキサスA&M大学                                 |
| 3     | 109   | ネフタリ・ソト                 | シンシナティ・レッズ           | 三塁手      | Colegio Marista High School (PR)                |
| 3     | 112   | ダニエル・デスカルソ           | セントルイス・カージナルス     | 三塁手      | カリフォルニア大学デービス校                    |
| 4     | 127   | ダーウィン・バーニー           | シカゴ・カブス                 | 投手        | オレゴン州立大学                                |
| 4     | 130   | デレク・ノリス                 | ワシントン・ナショナルズ       | 捕手        | ゴダード高校 (KS)                               |
| 4     | 134   | コーリー・クルーバー           | サンディエゴ・パドレス         | 投手        | ステッソン大学 (FL)                             |
| 4     | 137   | T.J.マクファーランド           | クリーブランド・インディアンス | 投手        | エイモス・アロンソ・スラッグ高校 (IL)           |
| 4     | 138   | コーリー・ギアリン             | アトランタ・ブレーブス         | 投手        | マーサー大学 (GA)                               |
| 4     | 145   | ブラッド・ミルズ               | トロント・ブルージェイズ       | 投手        | アリゾナ大学                                    |
| 4     | 151   | チャーリー・ファーブッシュ     | デトロイト・タイガース         | 投手        | ルイジアナ州立大学                              |
| 5     | 157   | ブランドン・ガイヤー           | シカゴ・カブス                 | 外野手      | バージニア大学                                  |
| 5     | 159   | ジェイク・アリエータ           | ボルチモア・オリオールズ       | 投手        | テキサスクリスチャン大学                        |
| 5     | 166   | スティーブ・シシェック         | フロリダ・マーリンズ           | 投手        | カーソン・ニューマン・カレッジ (TN)             |
| 5     | 173   | マイケル・テイラー             | フィラデルフィア・フィリーズ   | 外野手      | スタンフォード大学 (CA)                         |
| 5     | 174   | ウィル・ミドルブルックス       | ボストン・レッドソックス       | 三塁手/投手 | リバティ・アイロウ高校 (TX)                     |
| 5     | 175   | マーク・ゼプチンスキー         | トロント・ブルージェイズ       | 投手        | カリフォルニア大学リバーサイド校                |
| 5     | 179   | ネイト・ジョーンズ             | シカゴ・ホワイトソックス       | 投手        | ノーザンケンタッキー大学                        |
| 5     | 180   | アンドリュー・ロマイン         | ロサンゼルス・エンゼルス       | 遊撃手      | アリゾナ州立大学                                |
| 6     | 202   | オリバー・マーモル             | セントルイス・カージナルス     | 遊撃手      | カレッジ・オブ・チャールストン (SC)             |
| 6     | 204   | アンソニー・リゾ               | ボストン・レッドソックス       | 一塁手/投手 | マージョリー・ストーンマン・ダグラス高校 (FL)   |
| 6     | 208   | ライアン・ブレイジア           | ロサンゼルス・エンゼルス       | 投手        | ウェザーフォード大学 (TX)                       |
| 7     | 243   | ルーカス・ドゥーダ             | ニューヨーク・メッツ           | 一塁手      | 南カリフォルニア大学                            |
| 8     | 245   | マット・ムーア                 | タンパベイ・レイズ             | 投手        | モリアーティ高等学校 (NM)                       |
| 8     | 270   | ダニエル・シュレーレス         | オークランド・アスレチックス   | 投手        | アリゾナ大学                                    |
| 9     | 278   | トニー・ワトソン               | ピッツバーグ・パイレーツ       | 投手        | ネブラスカ大学リンカーン校                      |
| 9     | 282   | ジョーダン・パチェコ           | コロラド・ロッキーズ           | 二塁手      | ニューメキシコ大学                              |
| 9     | 284   | ダン・ランズラー               | サンフランシスコ・ジャイアンツ | 投手        | カリフォルニア大学リバーサイド校                |
| 9     | 295   | マーカス・ウォルデン           | トロント・ブルージェイズ       | 投手        | フレズノ市立大学 (CA)                           |
| 10    | 306   | グレッグ・ホランド             | カンザスシティ・ロイヤルズ     | 投手        | ウェスタン・カロライナ大学 (NC)                 |
| 10    | 311   | エリック・フライヤー           | ミルウォーキー・ブルワーズ     | 捕手        | オハイオ州立大学                                |
| 10    | 314   | ジョー・パターソン             | サンフランシスコ・ジャイアンツ | 投手        | オレゴン州立大学                                |
| 11    | 336   | デビッド・ロウ                 | カンザスシティ・ロイヤルズ     | 外野手      | マーシーハースト大学 (PA)                       |
| 11    | 353   | ジャスティン・デフレイタス     | フィラデルフィア・フィリーズ   | 投手        | ベンチュラ短期大学 (CA)                         |
| 11    | 354   | ライアン・プレスリー           | ボストン・レッドソックス       | 投手        | エドワード・S・マーカス高校 (TX)                |
| 12    | 365   | スティーブン・ボート           | タンパベイ・レイズ             | 捕手        | アズサ・パシフィック大学 (CA)                   |
| 12    | 387   | ルイス・マルティネス           | サンディエゴ・パドレス         | 捕手        | カンバーランド大学 (TN)                         |
| 13    | 405   | ショーン・ケリー               | シアトル・マリナーズ           | 投手        | オースティン・ピー州立大学 (TN)                 |
| 14    | 427   | ジェームズ・ラッセル           | シカゴ・カブス                 | 投手        | テキサス大学オースティン校                      |
| 15    | 463   | ジョシュ・コルメンター         | アリゾナ・ダイヤモンドバックス | 投手        | 中央ミシガン大学                                |
| 16    | 492   | ミッチ・ライブリー             | コロラド・ロッキーズ           | 投手        | カリフォルニア州立大学サクラメント校            |
| 16    | 500   | ジョシュ・ルーキー             | テキサス・レンジャーズ         | 投手        | ノーザンケンタッキー大学                        |
| 16    | 503   | ブライアン・シュリッター       | フィラデルフィア・フィリーズ   | 投手        | チャールストン大学 (SC)                         |
| 16    | 505   | ダリン・マストロアーニ         | トロント・ブルージェイズ       | 二塁手      | サザンインディアナ大学                          |
| 17    | 530   | ミッチ・モアランド             | テキサス・レンジャーズ         | 投手        | ミシシッピ州立大学                              |
| 17    | 537   | ブランドン・ゴームス           | サンディエゴ・パドレス         | 投手        | テュレーン大学 (LA)                             |
| 18    | 562   | アンドリュー・ブラウン         | セントルイス・カージナルス     | 外野手      | ネブラスカ大学リンカーン校                      |
| 18    | 564   | ハンター・ストリックランド     | ボストン・レッドソックス       | 投手        | パイクカウンティ高校 (GA)                       |
| 19    | 581   | ゼラス・ウィーラー             | ミルウォーキー・ブルワーズ     | 三塁手      | ウォレス・ステート・コミュニティカレッジ (AL)   |
| 20    | 612   | マット・レイノルズ             | コロラド・ロッキーズ           | 投手        | オースティン・ピー州立大学 (TN)                 |
| 21    | 644   | ダン・オテロ                   | サンフランシスコ・ジャイアンツ | 投手        | サウスフロリダ大学                              |
| 21    | 649   | ジェレミー・ホースト           | シンシナティ・レッズ           | 投手        | アームストロング・アトランティック州立大学 (GA) |
| 21    | 663   | ディロン・ジー                 | ニューヨーク・メッツ           | 投手        | テキサス大学アーリントン校                      |
| 23    | 714   | ドレイク・ブリットン           | ボストン・レッドソックス       | 投手        | トムボール高校 (TX)                             |
| 25    | 756   | クリント・ロビンソン           | カンザスシティ・ロイヤルズ     | 一塁手      | トロイ大学 (AL)                                 |
| 26    | 807   | アンディ・パリーノ             | サンディエゴ・パドレス         | 二塁手      | ル・モインカレッジ (NY)                         |
| 27    | 844   | ブランドン・レアード           | ニューヨーク・ヤンキース       | 三塁手      | サイプレス大学 (CA)                             |
| 28    | 853   | エバン・スクリブナー           | アリゾナ・ダイヤモンドバックス | 投手        | 中央コネチカット州立大学                        |
| 30    | 912   | ブルース・ビリングス           | コロラド・ロッキーズ           | 投手        | サンディエゴ州立大学 (CA)                       |
| 30    | 923   | ジェイク・ディークマン         | フィラデルフィア・フィリーズ   | 投手        | クラウド・カウンティ・コミュニティ大学 (KS)     |
| 31    | 956   | コルト・ハインズ               | サンディエゴ・パドレス         | 投手        | テキサス工科大学                                |
| 32    | 991   | フアン・センテノ               | ニューヨーク・メッツ           | 投手        |                                                 |
| 38    | 1153  | アドロン・チェンバース         | セントルイス・カージナルス     | 外野手      | ペンサコラ大学 (FL)                             |
| 50    | 1450  | エフレン・ナバーロ             | ロサンゼルス・エンゼルス       | 一塁手/投手 | ネバダ大学ラスベガス校                          |